# Yo, puta
Yo puta (títulos alternativos The Life ou Whore) é um filme de drama espanhol de 2004, dirigido por María Lidón.

## Sinopse
Baseado em romance de Isabel Pisano, o filme mostra, em tons documentais, o universo da prostituição, tanto feminina quanto masculina, em diversas partes do mundo, como Budapeste, Madri, Paris e Las Vegas.

## Elenco
- Daryl Hannah.... Adriana
- Denise Richards.... Rebecca
- Joaquim de Almeida.... Pierre
- María Jiménez

Pierre Woodman
Conrad Son
- Dora Venter
- Rita Faltoyano
- Carol Fonda
- Africa.... Prostituta
- Chartlotte.... Prostituta
- Erica.... Prostituta

Javier.... Gigolô
Mónica Naranjo
Servine
Monica Sweet
- Denisse Valdes.... Prostituta
- Black Widowl